# Clara do Roxo

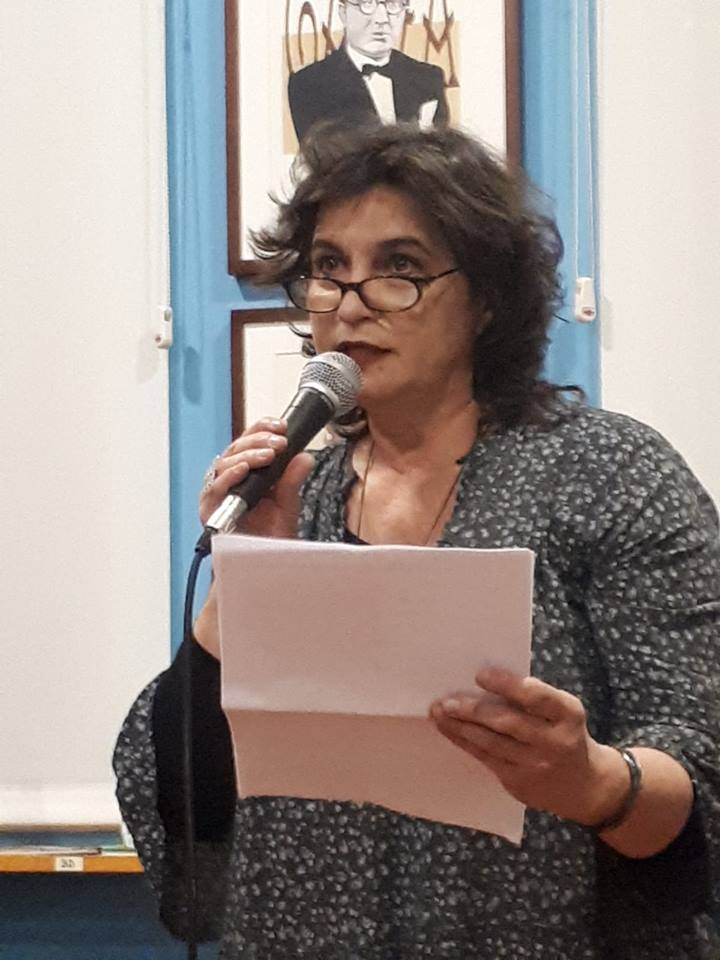
Clara do Roxo en la librería Andel. Vigo 2019.

Clara Isabel Rodríguez Giráldez, conocida como Clara do Roxo, Caracas, (1962), es una escritora gallega hija de emigrantes, regresó a Galicia con diez años.

## Biografía
Clara do Roxo es una escritora de narrativa: relato corto y novela. Se licenció en Geografía e Historia y realizó un máster de Escritura y Narración Creativa. Impartió cursos de escritura creativa en el ayuntamiento de Vigo, departamento de Normalización Lingüística. Dirige cursos de relato, creación de personajes, libro de relatos y cuentos infantiles juveniles en español y gallego. Desde 2014 es directora y profesora de la escuela de escritura creativa Aliteraclara y desde 2017 profesora del El Portal del Escritor.

## Obras

### 2.1 Obras individuales
- A princesiña que conducía unha locomotora (La princesita que conducía una locomotora), 2012, Ed. Galaxia.[6]
- A mamá que perdeu as cóxegas (La mamá que perdió las cosquillas), 2015, Ed. Galaxia.[6]
- Sombras no Ensanche (Sombras en el Ensanche), 2016, Ed. Elvira[7]
- Actrices secundarias, 2019, Ed. Elvira[8][9](editado en lengua gallega y lengua castellana)
- Mar e a Pantasma das Treboadas (Mar y el fantasma de las tormentas), 2023, Museo de Pontevedra
- A raposa muiñeira (La raposa molinera), 2024, Ed. Elvira

### 2.2 Obras colectivas
- Obras breves de imaxinación, 2012 Baía Edicións
- El libro de los Reyes Magos, 2013 Ed. Galaxia
- aLiterarte, 2015 Editorial, Elvira
- Escolma aberta, 2021, Editorial Elvira
- Creadores na reserva, 2022, Galix
- Oroza 100, 2023 Editorial Elvira
- A forza e a firmeza do traballo e a cultura, 2023, Libros del futuro

## Premios
Cuenta con numerosos premios de relato adulto, literatura infantil y juvenil y novela.
- Segundo premio Certamen  de Relatos Mujeres Progresistas en 2008, por Surrealidades
- Segundo premio Certamen de Relatos Cultura Quente en 2009, por Bandeja de entrada (Bandexa de entrada)
- Primer premio Certamen de Relatos A Cividade en 2010, por Os mortos de Manolo (Los muertos de Manolo)
- Primer premio Certamen de Relatos A Cividade en 2010, por Perfume de podremia, Aroma a podrido
- Primer premio Certamen de Relatos Concello de Mugardos en  2010, por Soñar en branco e negro (Soñar en blanco y negro)
- Accésit Certamen Nacional Galego de narraciones breves Modesto R. Figueiredo el 2010, por Retallos da memoria perdida (Retales de memoria perdida)
- Primer premio Certamen Manuel Murguía de narraciones breves en 2011 por A muller que deu a volta arredor de si mesma (La mujer que dio la vuelta alrededor de sí misma)
- Primer premio certamen de Microrrelatos Café De Catro a Catro en 2011, por O neno do ollar fuxidío (El niño de mirada huidiza)
- Accésit  Certamen de Relatos Manuel Oreste de Paradela en 2011, por Os nós da madeira (Los nudos de la madera)
- Tercer premio Certamen Voces da terra, de los Comités de Filoloxía da Universidade de Santiago de Compostela no 2011, por Tremer (Temblar)
- Segundo premio Certamen de Relatos A Cividade en 2011 por Présa (Prisa)
- Primer premio Cortos de Vigo sobre violencia de género (Corto realizado por Miriam Rodríguez, texto Clara do Roxo) en 2022 por Aínda non estás tan lonxe (Aún no estás tan lejos)
- Accésit Certamen Nacional Galego de narraciones breves Modesto R. Figueiredo del 2013, por Art decó
- Primer premio Certamen Díselo a quien maltrata  en 2014 por O programa (El programa)
- Primer premio Certamen de microrrelatos Mulleres Progesistas en 2015 por O tupper (El tupper)
- Finalista en el premio Torrente Ballester de novela en lengua gallega 2018, por Actrices secundarias, Editorial Elvira 2019.[8]
- Tercer premio Certamen Manuel Murguía de narraciones breves en 2024 por As guerras pequenas (Las guerras pequeñas)
- Primer premio Certamen de relatos Ecos da mente en 2024 por A amiga (La amiga)
- Premio CÍRCULO CULTURA en 2024